# Лаги (город)
Лаги (итал. Laghi) — коммуна в Италии, располагается в провинции Виченца области Венеция.
Население составляет 131 человек (2008 г.), плотность населения составляет 6 чел./км². Занимает площадь 22 км². Почтовый индекс — 36010. Телефонный код — 0445.
Покровителем коммуны почитается святой апостол Варнава, празднование во второе воскресение июля.

## Демография
Динамика населения:

## Администрация коммуны
- Официальный сайт: http://www.comune.laghi.vi.it/